# صرح

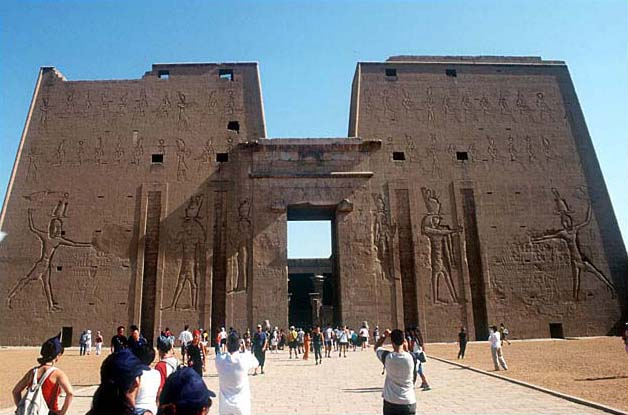
صرح معبد ادفو بمصر

الصرح هو بوابة ضخمة لمعبد مصري. تأتي الكلمة من المصطلح اليوناني «بوابة». ويتكون من برجين، كل منهما مدبب ويعلوه إفريز، متصل بجزء أقل ارتفاعًا يحيط بالمدخل بينهما. كانت البوابة بشكل عام حوالي نصف ارتفاع الصرح. تظهر اللوحات المعاصرة للصروح بأعمدة طويلة ترفع لافتات.
في الديانة المصرية القديمة، كان الصرح يعكس «أفق» الهيروغليفية، والذي كان تصويرًا لتلين «تشرق الشمس وتغيب بينهما». وبالتالي، فقد لعبت دورًا حاسمًا في العمارة الرمزية للمبنى المرتبط بمكان إعادة الخلق والبعث. 

## العمارة المصرية

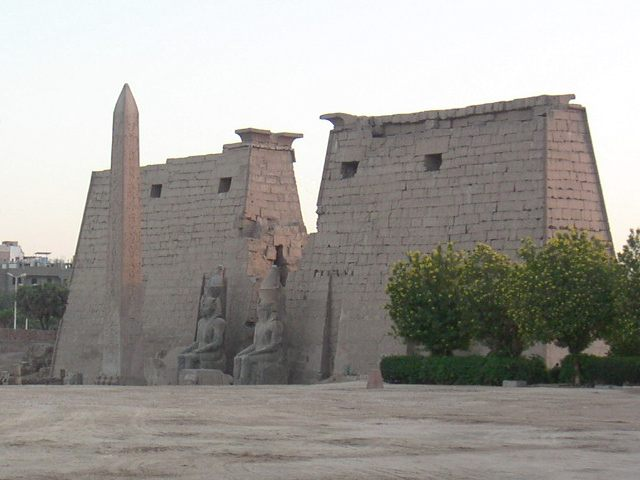
صرح معبد الأقصر وأمامه تمثالين لرمسيس الثاني واحدي مسلاته.

غالبًا ما كانت الصروح تزين بمناظر تؤكد على سلطة الملك لأنها كانت الواجهة العامة للمبنى. على الصرح الأول لمعبد إيزيس في فيلة، يظهر الملك المصري وهو يذبح أعداءه بينما تنظر إيزيس وحورس وحتحور. يمكن رؤية أمثلة أخرى على الصروح في الكرنك ومعبد الأقصر وإدفو. غالبًا ما كانت تُقام طقوس الإله آمون على قمة صروح المعبد. عادة ما يقف زوج من المسلات أمام الصرح.

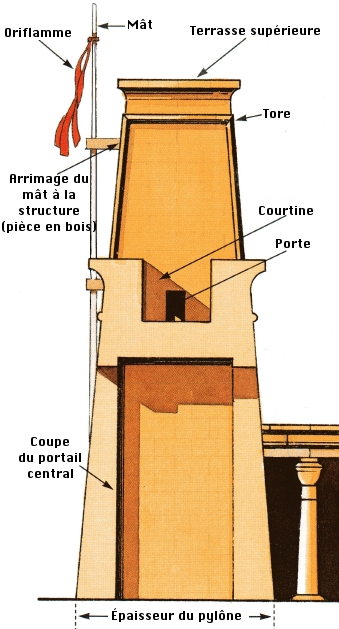
رسم مقطعي لصرح

بالإضافة إلى الأخاديد الرأسية القياسية على الوجه الخارجي لجدار الصرح والتي تم تصميمها لحمل أعمدة العلم، احتوت بعض الأبراج أيضًا على سلالم وغرف داخلية. تعود أقدم الأبراج السليمة إلى المعابد الجنائزية من عصر الرعامسة في القرنين الثالث عشر والثاني عشر قبل الميلاد.
يتكون الصرح من كتلتين حجريتين كبيرتين تحيط بباب بجوانب مائلة. كل جانب من جوانب الواجهة مجوف من واحد إلى أربعة خطوط عمودية مخصصة للصواري التي من أعلى ها تطفو لافتات متعددة الألوان، وهي العادة السارية في جميع المعابد من الإمبراطورية المصرية.
الجدران الخارجية مصنوعة من كتل حجرية مقطوعة، مجمعة بمفاصل حادة، بدون مواد رابطة أو ملاط، في حين أن الحشو الداخلي يتكون من أحجار ذات معايرة وحجارة مختلفة، وكتل غالبًا ما يتم استردادها من الإنشاءات القديمة التي توقفت عن إرضاءها. هكذا استخدم حورمحب، آخر ملوك الأسرة الثامنة عشرة، حجارة معبد سلفه أخناتون لبناء صروح خاصة به.
كانت في الأصل محاط بأبواب ضخمة غنية بالأعمال، ويعلوه إفريز وعتب مزين تقليديًا بالقرص المجنح. يشكل تراس السطح جدارًا ستارة بين البرجين. تم تزيين كل ركن على ارتفاع طارة بالكامل، وهي عبارة عن قالب من مقطع دائري يذكرنا بخرز من القش والأرض المدكوكة من منشآت الأجداد. كورنيش تقليدي منحوت ومطلي، يُعرف باسم «المضيق المصري»، يتوج ويحيط بسقف يشكل شرفة علوية على كل قمة من قمة المبنى.
في الطابق الأرضي من الفناء، يوجد بابان صغيران يتيحان الوصول إلى سلالم داخلية ذات ربع دورة، مضاءة بشكل خافت بواسطة العيون. تخدم هذه السلالم التراسات وغرف المرافق الصغيرة بأعداد ومستويات مختلفة ومجهزة أحيانًا بفتحة على الواجهة الخارجية للسماح بتخزين الصواري ورفع اللافتات.

## تاريخ

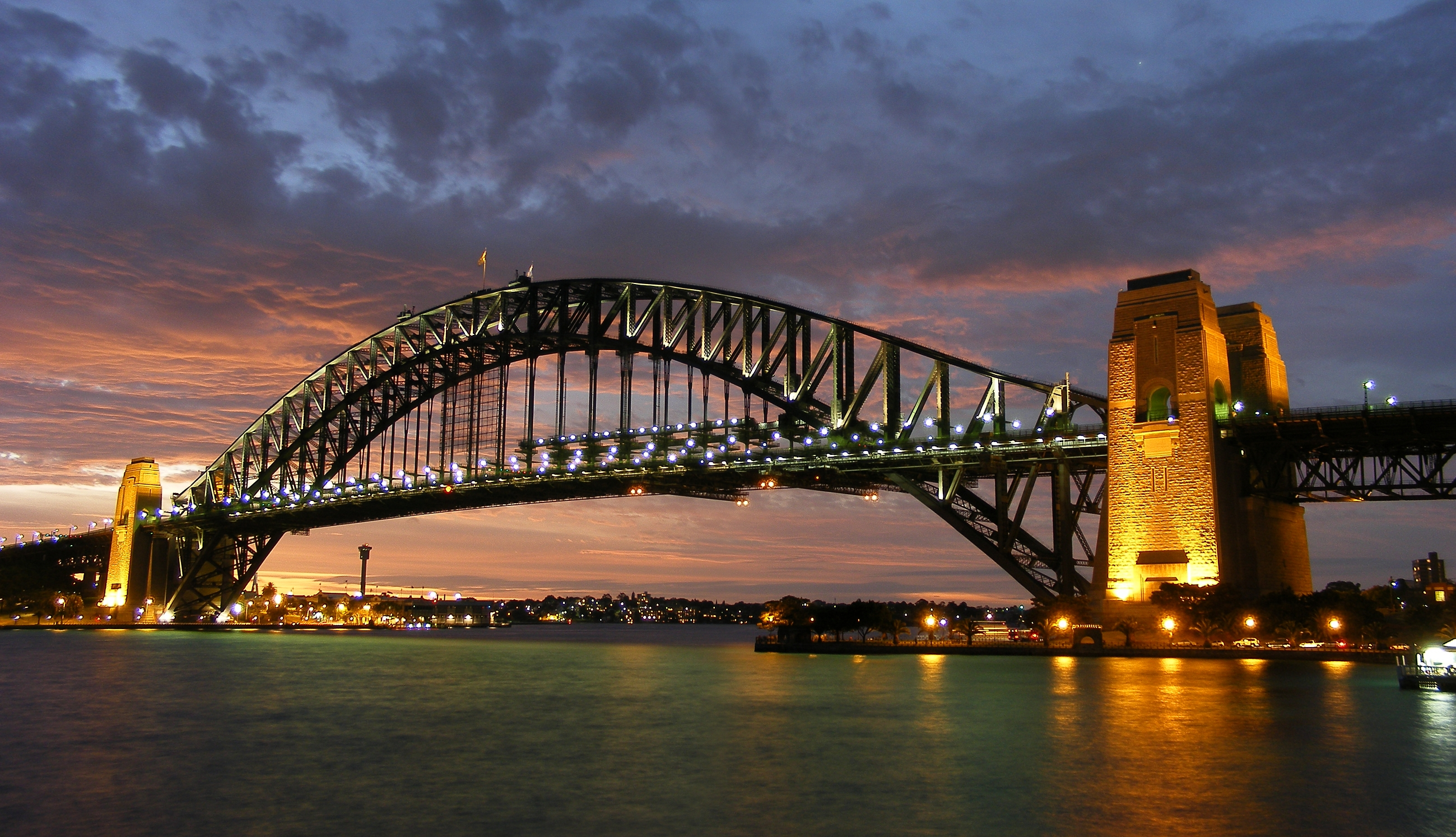
جسر ميناء سيدني

من الأصول الغامضة للصرح، نجد العناصر الأولى الممكنة في المعبد الشمسي لني أوسر رع، الأسرة المصرية الخامسة، في أبو غراب حيث يُفترض أنه يوجد في جدران الهرم نموذج أولي على شكل صرح لما سيتطور إلى الصرح الصحيح.
تم العثور على بعض بقايا الفترة الانتقالية الأولى في معبد مدامود.
تم العثور على مبانٍ يعود تاريخها إلى الأسرة الثانية عشرة حيث تم بناء صرح واحد فقط ولكن في عهد الأسرة الثامنة عشر أصبحت اثنتان تم إدخال بوابة المعبد بينهما.
إذا كانت في المملكة المصرية الوسطى، التي شهدت تطور هذا النوع من البوابات الأثرية، فقد تم بناؤها حصريًا من الطوب، باستثناء الباب المركزي، من الإمبراطورية المصرية، فقد تم بناؤها في كثير من الأحيان من الحجر. لا يزال شكله العام ثابتًا تمامًا، حيث تظهر الجدران ثمارًا مهمة إلى حد ما تفضل بناء صروح أعلى وفقًا لأهمية الأماكن المقدسة. يمكن رؤيتها من بعيد في وسط المدينة، ومن السهل رؤيتها فوق المنازل والمباني المبنية من الطوب الخام ونادراً ما تتجاوز ثلاثة مستويات من الارتفاع.
بدأ مع الملك تحتمس الثالث زخرفة الصروح بنقوش تصور مشاهد الحرب مستوحاة من لوحة نارمر حيث يمسك الحاكم العدو بشعره ويكون مستعدًا لضرب الحاجز بصولجانه. غالبًا ما يتكرر هذا الشكل أيضًا من قبل الملوك الآخرين لأنه يعتبر حماية سحرية للملك ولمصر.
كما تضمنت الزخارف هزيمة الفوضى التي مثلتها حيوانات مثل التمساح أو تسليم الإله آمون لحاكم خبيش كرمز للحماية الإلهية للملك.
في عصر الإمبراطورية المصرية، تم بناء عدة صروح في نفس المعبد بارتفاع متناقص كما في معبد الكرنك الذي يضم عشرة صروح.

## إحياء العمارة

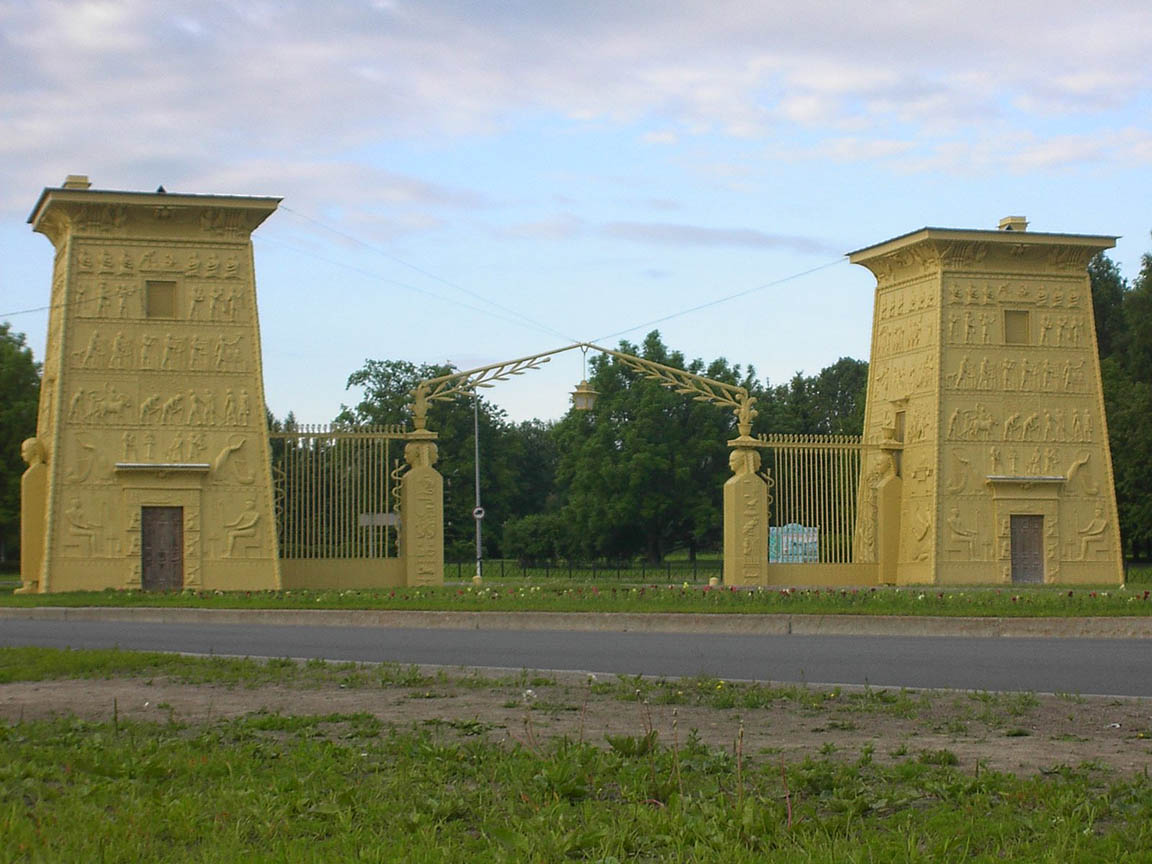
البوابة المصرية لتسارسكوي سيلو، روسيا (1827-1830)

استنادًا إلى هياكل البوابة القديمة، تشير الأبراج في العمارة الحديثة إلى أعمدة ضخمة، غالبًا ما تكون مزينة بالنحت المعماري، والتي تحيط ببوابة مدخل في جدار أو سياج. تم استخدام الأبراج في تصميم بوابات الدخول للمباني التمثيلية، لا سيما في العمارة الباروكية والكلاسيكية الجديدة وإحياء العمارة المصرية.
شهد القرنان التاسع عشر والعشرين استخدام الهندسة المعمارية الصخرية للجسور مثل جسر ميناء سيدني وكآثار قائمة بذاتها مثل باتشام بايلون في برايتون وهوف بإنجلترا.